# 瀬尾重治
瀬尾 重治（せのお しげはる、1957年- ）は、日本の水産学者。
1957年岡山県倉敷市生まれ。水産学博士。近畿大学教授。近畿大学・サバ大学養殖開発センター事業場長。マレーシア・サバ大学ボルネオ海洋研究所客員教授。
近畿大学農学部水産学科卒業後、近畿大学水産研究所白浜実験場、青年海外協力隊（ザンビア）、国際協力事業団派遣専門家、水産開発コンサルタント、マレーシア水産科学研究所を経て1999年から現職。

## 略歴
- 1980年　近畿大学農学部水産学科卒業
- 1993年　マレーシア農科大学大学院海洋水産学研究科修了
- 1995年　論文博士（水産学）取得（鹿児島大学大学院連合農学研究科　第15号）
- 1980年　近畿大学水産研究所　臨時職員
- 1981年　青年海外協力隊参加、同年10月ザンビアに赴任
- 1983年　近畿大学水産研究所　臨時職員
- 1985年　JICA専門家　ザンビア政府水産局
- 1988年　JICA専門家　マレーシア農科大学海洋水産学部
- 1993年　JICA水産業技術特別嘱託
- 1993年　アイ・シー・ネット株式会社コンサルティング部　主任研究員
- 1999年　マレーシア・サバ大学ボルネオ海洋研究所　助教授
- 1999年　同附属魚類孵化場　場長
- 2004年　マレーシア・サバ大学ボルネオ海洋研究所　教授
- 2004年　近畿大学水産研究所　客員教授
- 2015年　近畿大学　教授
- 2015年　近畿大学・サバ大学養殖開発センター　事業場長
- 2015年　マレーシア・サバ大学ボルネオ海洋研究所　客員教授
- 2023年　令和5年度外務大臣表彰受賞者に決定

## 所属学会
- 日本水産増殖学会、日本水産学会、日本魚類学会、マレーシア水産学会

## 主な研究・開発の成果
- 1981年　ミラーカープ Cyprinus carpioをザンビアコッパーベルト地方への移植に成功し、貧困地の蛋白資源確保に貢献。（ザンビア政府水産局）。青年海外協力隊隊員
- 1986年　ミラーカープの人工種苗生産方法に成功（ザンビア政府水産局）。国際協力事業団（JICA）水産養殖専門家（Copper-Belt Province Agriculture Showに出展しケネス・カウンダ元大統領の訪問を受ける）
- 1990年　マーブルゴビー Oxyeleotris marmoratusの人工種苗生産に世界初の成功、技術移転を行う（マレーシア農科大学）。JICA水産養殖専門家（1991年に明仁天皇が現地を訪問）
- 1991年　マレーシア農科大学セルダンふ化場をJICA予算で修復改善、アフリカナマズ Clarias gariepinus、インドネシアゴイ Puntius gonionotus、コイ Cyprinus carpioの人工種苗生産に成功し、技術移転を行う（マレーシア農科大学）。JICA水産養殖専門家
- 1995年　設計・施工に係わったマレーシア農科大学付属ポートディクソン海面ふ化場の水槽施設で、アカメ Lates calcariferの人工種苗生産に成功し技術移転を行う（マレーシア農科大学）。JICA水産養殖専門家
- 1996年　ネパールで困難とされていたコイ類（Hypophthalmichthys moritrix他）の大量種苗生産（500万尾/年）に成功し、技術移転を行う（ネパール水産局）。JICA水産養殖専門家（ボルネオ海洋研究所の博士課程に受け入れたネパール側カウンターパートの一人が学位取得した）
- 1997年　マレーシア・サバ州で困難とされていたアカメの大量人工種苗生産（100万尾/年）に成功（親魚管理・人工採卵技術の確立による）。マレーシア・サバ大学ボルネオ海洋研究所
- 1999年　天然海洋プランクトンを初期餌料に用いてサラサハタ Cromileptes altivelis、アカマダラハタ Epinephelus fascoguttatusの人工種苗生産に成功。マレーシア・サバ大学ボルネオ海洋研究所
- 1999年　ホイタイカイ Lutjanus rivulatusの人工採卵に成功。マレーシア・サバ大学ボルネオ海洋研究所
- 2000年　カニュレーション法によるパティン Pangasius hypophthalmusとアフリカナマズ Claria gariepinusの人工採卵方法を確立し、両種の安定した人工種苗生産技術確立に貢献。マレーシア・サバ大学ボルネオ海洋研究所
- 2003年　マーブルゴビーの自然生態を応用した仔魚の汽水飼育により安定した人工種苗生産技術を確立。サバ大学ボルネオ海洋研究所（2004年マハティール・ビン・モハマド元首相の訪問を受ける）
- 2000年-2006年　熱帯地方では安定大量培養の難しいNannochrolopusis sp.を培養する代わりに、ティラピアの飼育排水を用いたワムシ Brachionus sp.の安定大量培養方法を確立。マレーシア・サバ大学ボルネオ海洋研究所
- 2006年　アカマダラハタ Epinephelus fascoguttatus雌とタマカイ E. lanceolatus雄の雑種の人工種苗生産に成功。マレーシア・サバ大学ボルネオ海洋研究所
- 2007年　チャイロマルハタ Epinephelus coioidus雌とタマカイ E. lanceolatus雄の雑種の人工種苗生産に成功。マレーシア・サバ大学ボルネオ海洋研究所
- 2007年　チャイロマルハタ Epinephelus coioidus雌とアカマダラハタ E. fascoguttatus雄の雑種の人工種苗生産に成功。マレーシア・サバ大学ボルネオ海洋研究所
- 2007年　サラサハタ Cromileptes altivelis雌とアカマダラハタ Epinephelus fascoguttatus雄の雑種の人工種苗生産に成功。マレーシア・サバ大学ボルネオ海洋研究所
- 年代不明　天皇陛下と話をする機会が2回あった。

## 主な教育・開発プロジェクト成果
- 1983年　日本国政府によるザンビア政府水産局ムケラ養魚場への単独機材供与計画を立案。青年海外協力隊隊員
- 1986年　ザンビア政府水産局ムケラ人工種苗生産場建設計画を立案。JICA水産養殖専門家
- 1987-1989年　JICAマレーシア農科大学海洋水産学部拡充計画の業務実施。JICAプロジェクト調整員兼水産養殖専門家
- 1991年　マレーシア農科大学海洋水産学部セルダン孵化場を修復完成。JICA水産養殖専門家
- 1991-1993年　マレーシア農科大学海洋水産学部拡充計画アフターケア計画を立案及び業務実施。JICA水産養殖専門家
- 1993年　マレーシア農科大学海洋水産学部ポートディクソン海面孵化場の設計。JICA水産養殖専門家
- 1994年　マレーシア産業環境研究所孵化場施の設計。JICA水産養殖専門家
- 1995年　マレーシア農科大学マラッカ海峡計画の立案。JICA水産養殖専門家
- 2000年　マレーシア・サバ大学ボルネオ海洋研究所孵化場施設の計画立案及び設計
- 2003年　マレーシア・サバ大学と近畿大学の学術協力協定の締結
- 2006年　マレーシア・サバ大学ボルネオ海洋研究所と京都大学フィールド科学教育研究センターの学術協力協定の締結
- 2003-2007年　マレーシア・サバ大学「水産増養殖学コース」第1-5期生の日本国における卒業実習の計画立案及び実施
- 2004-2007年　近畿大学・サバ大学共同セミナーを毎年開催

## 受賞歴
- 2003年　マレーシア・サバ大学創立十周年記念・学長賞（優秀教官賞）
- 2003年　同上（2年連続で受賞）